# Gordon Darcy Lilo
Gordon Darcy Lilo (ur. 28 sierpnia 1965) – salomoński polityk, deputowany do parlamentu od 2001, minister finansów w latach 2006–2007 oraz 2010–2011, minister środowiska i ochrony przyrody od 2007 do 2010. Premier Wysp Salomona od 16 listopada 2011 do 9 grudnia 2014.

## Życiorys
Gordon Darcy Lilo urodził się w 1965. Ukończył ekonomię (studia licencjackie) na Uniwersytecie Papui-Nowej Gwinei w Port Moresby, po czym uzyskał tytuł magistra rozwoju i administracji na Australian National University.
Pełnił funkcję sekretarza w Ministerstwie Leśnictwa, Środowiska i Ochrony Przyrody oraz w Ministerstwie Finansów. 5 grudnia 2001 po raz pierwszy objął mandat deputowanego do Parlamentu Narodowego z okręgu Gizo-Kolombangara. Od 17 grudnia 2001 do 4 kwietnia 2006 był liderem grupy deputowanych niezależnych w parlamencie. 5 kwietnia 2006 objął mandat na kolejną kadencję.
Od maja 2006 do 8 listopada 2007 zajmował stanowisko ministra finansów w rządzie premiera Manasseha Sogavare. Wszedł jednakże w konflikt z szefem rządu. W rezultacie 8 listopada 2007 został zdymisjonowany i przeniesiony na stanowisko ministra sprawiedliwości i spraw prawnych. Jednak już 10 listopada 2007 został usunięty również z tego urzędu i całkowicie utracił miejsce w gabinecie. Premier Sogavare zarzucił mu działania dążące do zmiany rządu, złe zarządzanie środkami publicznymi w Ministerstwie Finansów oraz brak postępów we wdrażaniu programów pomocowych dla ofiar trzęsienia ziemi i tsunami w Prowincji Zachodniej oraz Prowincji Choiseul.
22 grudnia 2007, dwa dni po uchwaleniu wotum nieufności wobec rządu premiera Sogavare, objął stanowisko ministra środowiska i ochrony przyrody w nowym gabinecie premiera Dereka Sikui. Zajmował je do 22 kwietnia 2010, gdy został zdymisjonowany przez premiera razem z 4 innymi ministrami pod zarzutem obstrukcji parlamentarnej, w rezultacie czego parlament nie przyjął ustawy o partiach politycznych. Lilo był nieobecny w trakcie głosowania nad ustawą.
W wyniku wyborów parlamentarnych, 4 sierpnia 2010 po raz trzeci zdobył mandat deputowanego. 30 sierpnia 2010 objął urząd ministra finansów i skarbu w gabinecie premiera Danny’ego Philipa.
9 listopada 2011 po tym, jak opozycja oskarżyła premiera Philipa o nadużycie władzy i rozdysponowanie pomiędzy swoich krewnych 7 mln z 10 mln USD środków państwowych z funduszu Republiki Chińskiej, trzech ministrów ogłosiło utratę zaufania w stosunku do premiera i podało się dymisji. 10 listopada 2011 premier zdymisjonował Gordona Darcy Lilo. 11 listopada 2011, w dniu głosowania wotum zaufania wobec rządu, premier Philip, wskutek utraty większości parlamentarnej, sam podał się dymisji.
16 listopada 2011 parlament nowym szefem rządu wybrał Gordona Darcy Lilo. W głosowaniu pokonał on deputowanego opozycji Milnera Tozakę stosunkiem głosów 29 do 20. W dniu jego wyboru w Honiarze doszło do protestów, które przerodziły się w zamieszki z policją. W dniu 9 grudnia 2014 roku jego rząd podał się do dymisji i nowym premierem został Manasseh Sogavare.